# Charles Pomeroy

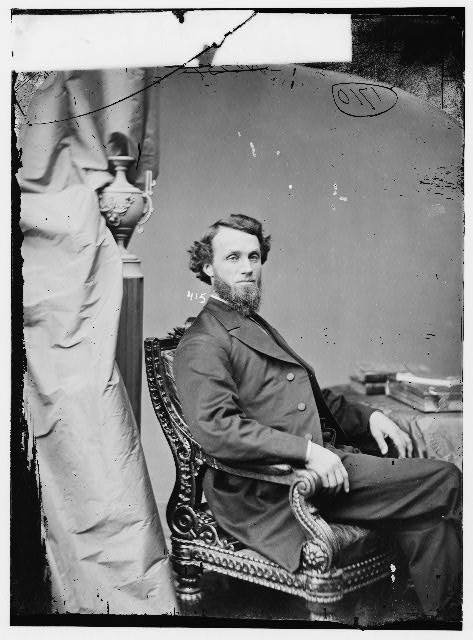
Charles Pomeroy

Charles Pomeroy (* 3. September 1825 in Meriden, Connecticut; † 11. Februar 1891 in Washington, D.C.) war ein US-amerikanischer Politiker. Zwischen 1869 und 1871 vertrat er den Bundesstaat Iowa im US-Repräsentantenhaus.

## Werdegang
Nach einer guten Grundschulausbildung studierte Charles Pomeroy Jura und begann anschließend als Rechtsanwalt zu arbeiten. Im Jahr 1855 zog er nach Iowa, wo er in der Landwirtschaft tätig wurde. Zwischen 1861 und 1869 arbeitete er für die Bundesbehörde zur Verwaltung des öffentlichen Landes in Fort Dodge.
Politisch war er Mitglied der Republikanischen Partei. 1868 wurde er im sechsten Wahlbezirk von Iowa in das US-Repräsentantenhaus in Washington gewählt. Dort trat er am 4. März 1869 die Nachfolge von Asahel W. Hubbard an. Da er im Jahr 1870 von seiner Partei nicht mehr nominiert wurde, konnte Pomeroy bis zum 3. März 1871 nur eine Legislaturperiode im Kongress absolvieren. In dieser Zeit wurde der 15. Verfassungszusatz beraten und verabschiedet, der den ehemaligen, meist afroamerikanischen Sklaven, das Wahlrecht verlieh.
Nach dem Ende seiner Zeit im Kongress zog sich Pomeroy aus der Politik zurück. Von 1871 bis zu seinem Tod im Jahr 1891 arbeitete er in Washington als Vertreter von Antragstellern (Claim Agent).